# 安定県 (山西省)
安定県（あんてい-けん）は中国にかつて存在した県。現在の中華人民共和国山西省永済市東部に相当する。
南北朝時代、北魏により設置された。北周により廃止されている。